# Manzenreith
Manzenreith ist eine Ortschaft in der Marktgemeinde Lasberg im Bezirk Freistadt, Oberösterreich.
Die Ortschaft befindet sich unmittelbar südöstlich von Freistadt und liegt im Einzugsbereich der Feldaist. Sie besteht einerseits aus einer an Freistadt angebauten Siedlung und andererseits aus einigen Einzellagen im Osten. Am 1. Jänner 2024 zählte die Ortschaft 117 Einwohner.